# Crithopsis delileana
Crithopsis delileana là một loài thực vật có hoa trong họ Hòa thảo. Loài này được (Schult.) Roshev. mô tả khoa học đầu tiên năm 1937.